# Зеленодольск (Оренбургская область)
Зеленодольск — село в Кваркенском районе Оренбургской области. Входит в состав Аландского сельсовета.

## История
В 1966 г. Указом Президиума ВС РСФСР поселок центральной усадьбы совхоза «Кваркенский» переименован в Зеленодольск.

## Население
| 2010 |
| ---- |
| 524  |